# Bibliografska baza podataka
Bibliografska baza podataka je baza podataka u kojoj su zapisani bibliografski zapisi. 
Vrsta je podatkovne baze prema sadržaju. Ne sadrže cjeloviti tekst, nego samo informacije o autoru, publikaciji u kojoj je rad objavljen, naslovu, godini objave i sl. podatke, a svima je zajedničko da su prikladne za pretraživanje. Takve baze uglavnom se odnose na nabrajačku (enumerativnu) bibliografiju. Razlikujemo dva tipa bibliografskih baza podataka – prve su isključivo enumerativne i odnose se na sistematske popise građe dostupne nekoj službi ili ustanovi, a druge su zbirke zapisa o aktualnim ili arhivskim publikacijama ili člancima.

Prvi tip sastoji se od raznih sustava, od kojih je, možda najbitnije, spomenuti OPAC sustave (Online Public Access Catalog) prisutne u knjižnicama. OPAC sustavi sistematski popisuju građu dostupnu unutar knjižnice, zajedno sa signutarama, te se sastoje od bibliografske baze i sofisticiranog sustava pretraživanja navedene baze, sukladno bibliografskim standardima.

Drugi tip sadrži bibliografski opis obuhvaćenih dokumenata,  različit za različite tipove dokumenata, sažetak rada, te indeksne pojmove u obliku slobodnih ključnih riječi i/ili deskriptora. Po tematici baza podataka može obuhvaćati znanstvenu ili poslovnu literaturu kao i obične vijesti. Takve baze prvenstveno služe za pretraživanje i pronalaženje relevantnih referenci, da bi na tom tragu mogli doći i do originalnih dokumenata referiranih u bazi podataka.

## Upotreba bibliografskih baza podataka

### Knjižnični katalozi
OPAC (Online Public Access Catalogue) je bibliografska baza podataka koja na sistematski način organizira informacije o građi dostupnoj knjižnici (pa tako i korisnicima).
Neki primjeri OPAC-a unutar Hrvatske: 
1. KOHA (Upotrebljava se unutar knjižnice ffzg-a)1
2. KGZ-Webpac (OPAC Knjižnica grada Zagreba)2  Arhivirana inačica izvorne stranice od 9. lipnja 2009. (Wayback Machine)
3. NSK katalog (Katalog Nacionalne sveučilišne biblioteke) 3
4. CROLIST (Skupni katalog knjižnica u konzorciju CROLIST) 4

OCLC predstavlja organizaciju čija je funkcija ujedinjenje bibliotečne građe knjižnica na globalnoj razini. To se postiže kroz posuđivanje bibliotečne građe unutar knjižnica članica. Dostupnost građe u OCLC organizaciji provjerava se jednom od najvećih bibliografskih baza na svijetu: Worldcat5

### Knjižne baze općeg interesa
Baze koje sadrže informacije o knjigama van akademskog i znanstvenog svijeta, o svakodnevnim člancima i publikacijama, a dostupne su svima i nisu formalizirane. Najbolji primjer takve baze je Internet book database .

### Knjižne baze za socijalno umrežavanje
Takve baze su relativni novitet, a namjena im je interakcija korisnika putem vlastitih bibliografskih kataloga (nestandardiziranih), te komentiranje međusobnih kataloga (odnosno bibliografskih jedinica unutar njih) te na koncu socijalno umrežavanje.

### Trgovačke bibliografske baze podataka
Najpoznatija baza ovog tipa je Amazon.com. Takve baze popisuju svoju knjižnu građu u bibliografskom formatu te ju pružaju korisniku na pregled u svrhu online prodaje sadržaja.

### Baze časopisa i publikacija: komercijalne i otvoreni pristup
Ove baze podataka su djelomično enumerativnog i djelomično analitičkog karaktera. To su baze koje uz popise publikacija objavljuju i sažetke, podatke o citiranosti, a ponekad i veze na cjelovite tekstove članaka. Najčešće su komercijalne, pri čemu najkomercijalnije baze imaju i najveću posjećenost, zbog najboljeg analitičkog karaktera. Primjeri takvih baza su Scopus, ISI Thomson Web of Knowledge, ScienceDirect i slične zbirke publikacija. Ove zbirke pristup svojem bibliografskom sadržaju pružaju putem mjesečnih ili godišnjih pretplata.
Bibliografske baze podatka otvorenog pristupa su besplatne, a vjerojatno najpoznatija jest Directory of open access journals (DOAJ)

## Kompilacije bibliografskih baza podataka
Neke bibliografske baze su kompilacije više bibliografskih baza. Takve baze uglavnom redovito skupljaju podatke iz dostupnih im bibliografskih baza, te konstruiraju unificirane bibliografske popise. Najčešće bibliografska jedinica u ovakvim bazama sadrži standardne informacije o navedenoj publikaciji, uz dodatak matične baze iz koje je bibliografska jedinica preuzeta. Jedan primjer takve baze je isbndb.com.

## Standardi unutar bibliografskih baza podataka
Bibliografske baze podataka su konstruirane po MARC (MAchine-Readable Cataloging) standardu. Različite baze koriste različite MARC standarde. MARC standard sastoji se od informacije o strukturi zapisa, namjeni sadržaja i samom podatkovnom sadržaju zapisa. Struktura zapisa uglavnom je definirana nacionalnim ili internacionalnim standardima (ISO2709). Hrvatska nema dogovor oko MARC standarda, ali većinom se koristi kombinacija standarda koju je sastavila američka knjižnica kongresa MARC 21. Neke knjižnice, upotrebom open-source programa za upravljanje bibliografskim bazama (Koha) prešle su na UNIMARC standard.

## Bibliometrija i bibliografske baze podataka
Bibliometrija je metoda kojom se kvantitativno proučavaju skupovi bibliografskih zapisa ljudskog stvaralaštva (izvorno tiskanog na papiru, a odnedavna i računalno zapisanog), tj. najvećeg dijela ("trajno") zabilježenog znanja. Bibliografske baze podataka iznimno su korisne za provedbu bibliometrijskih postupaka. Pošto se baze podataka nalaze na računalima, podacima je iznimno lako baratati, te je moguće izvesti niz radnji statističke i kvantitativne analize na njima. Zbog toga se nerijetko bibliografske baze podataka određenih ustanova kombiniraju s bibliometrijskim programima u zajedničke sustave.